# Саулюс Шалтянис
Саулюс Шалтянис (на литовски: Saulius Šaltenis) е литовски политик, журналист, редактор на вестник, драматург, сценарист и писател на произведения в жанра драма.

## Биография и творчество
Саулюс Шалтянис е роден на 24 декември 1945 г. в Утена, Литва, в семейство на учители по литовски език. Баща му, Раполас Шалтянис, е също и писател, и насърчава сина си в тази насока. Завършва средно образование в Утена. В периода 1963 – 1964 г. литовска филология в Историко-филологическия факултет на Вилнюския университет, като едновременно работи във Вилнюския сондажен завод. След първата година от следването си напуска и отбива военната си служба в Съветската армия. След демобилизацията си не продължава обучението си.
В периода 1969 – 1972 г. работи в редакционния съвет на Литовската филмова студия. През 1989 г. заедно с Арвидас Юозайтис и Саулий Стома основава седмичника „Северна Атина“ и през периода 1990 – 1994 г. е негов редактор. В периода 1994 – 1996 г. е редактор на всекидневника „Lietuvos aidas“. В периода 1988 – 1990 г. е член на Сейма на литовското движение за реорганизация. В периода 1990 – 1992 г. е участник във Върховния съвет на Република Литва за възстановяване на демокрацията в страната и независимост на Литва, и подписва на 11 март 1990 г. Закона за възстановяване на независимостта на Литва. В периодите 1992 – 1996 г. и 1996 – 2000 г. е депутат в Сейма на Република Литва. В периода 1996 – 1999 г. е министърът на културата на Литва в правителството на Гедимин Вагнорий. До 2000 г. е член на партията „Съюз за Отечеството (литовски консерватори), където е заместник-председател на партията. По време на участието си в политиката прекъсва посателската си кариера.
Първият му разказ е публикуван по време на следването му. Първият му сборник с разкази „Atostogos“ (Почивни дни) е издаден през 1966 г.
През 2015 г. е издаден романа му „Дневникът на еврейската принцеса“. Романът представя историята за живота на еврейското момиче Естера Левинсонайте в Литва по време на Втората световна война и следвоенните години в семейството на влюбени млади учители. Гола и окървавена, тя допълзява до къщата на учителите Владас и Милда в сватбената им нощ. Решителността на Владас и Милда да живеят щастлив живот по всяко време, когато има толкова много парадокси на бруталност, нервност и смърт, е очевидно парадоксална, но същевременно свидетелства за тяхната жизненост, упорита вътрешна съпротива и презрение към окупаторите на страната, за силата, смелостта и победата на слабите.
Произведенията му се отличават със собствен стил в прозата, в който оригинално се съчетават лиризмът и иронията, поетичното и критичното мислене. През 2019 г. е удостоен с Националната награда за литература.
Много произведенията му са адаптирани във филми. Разказът му „Riešutų duona“ (Ядков хляб) е екранизиран в едноименен филм през 1977 г. на режисьора Арунас Жебрюнас, както и пиесата му „Škac, mirtie, visados škac!“ (Къш, Смърт, Къш!) е екранизирана във филм през 1976 г. на режисьора Далия Тамулевичюте.
Саулюс Шалтянис живее със семейството си във Вилнюс.

## Произведения

### Самостоятелни романи
- Kalės vaikai (1990)
- Žydų karalaitės dienoraštis (2015)
Дневникът на еврейската принцеса, изд.: „Наука и изкуство“, София (2018), прев. Антония Пенчева

### Сборници
- Atostogos (1966) – разкази
- Riešutų duona; Henrikas Montė (1972) – разкази
- Duokiškis (1977) – разказ
- Atminimo cukrus (1983) – разкази и новели
- Apysakos (1986) – разкази
- Riešutų duona (2003) – разкази
- Proza: novelės ir apysakos (2006) – разкази

### Пиеси
- Škac, mirtie, visados škac! (1978)
- Lituanica; Duokiškio baladės (1989) – пиеси

### Документалистика
- Pokalbiai prieš aušrą (1995) – публицистика
- Lietuvių grotesko ir ironijos dramos: Juozas Grušas, Kazys Saja, Saulius Šaltenis: skaitiniai (2007)
- Demonų amžius: proza ir dramaturgija (2014)

### Екранизации
- 1970 Muzhskoye leto
- 1972 Herkus Mantas
- 1973 Ties riba
- 1977 Riesutu duona
- 1982 Samaya dlinnaya solominka
- 1998 Menulio Lietuva
- 2004 Seserys ir dvynes
- 2005 Debeselis ir Faustas